# Wilsons & Co (Sharrow)

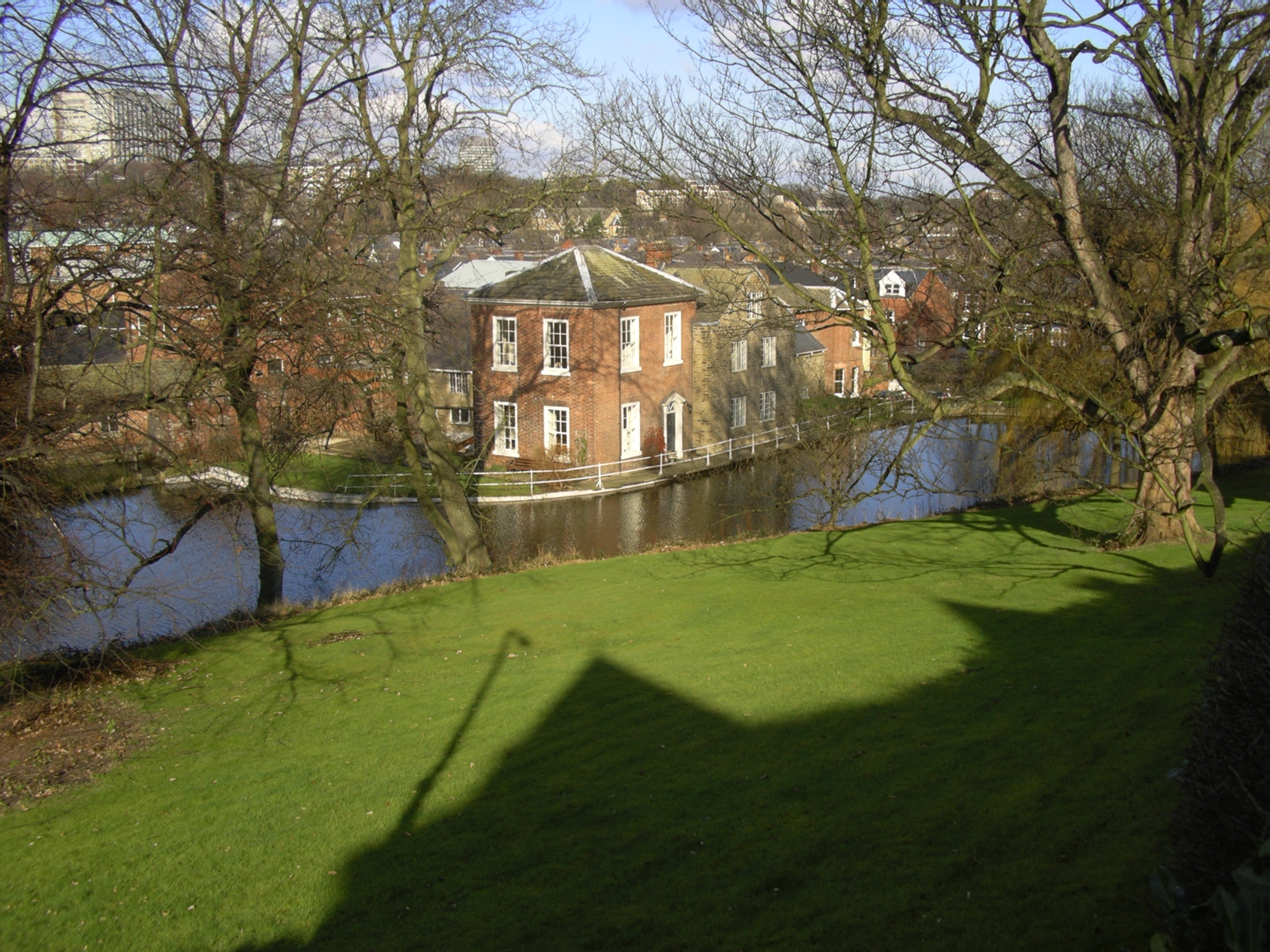
Die Sharrow Mills in Sheffield

Wilsons & Co (Sharrow) ist ein führender Hersteller von Schnupftabak mit Sitz in Sheffield, England.
Das Unternehmen wurde 1737 gegründet und ist nach wie vor im Eigentum der Wilson-Familie. Der Gründer war Thomas Wilson, der die Sharrow Mills vom Duke of Norfolk mietete und als Scheren- und Messerschmiede nutzte. Erst in der zweiten Generation mit Joseph Wilson begann man auch Schnupftabak herzustellen. Wilsons gehört heute in der Schnupftabakbranche zu den Weltmarktführern und produziert ein breites Spektrum an Schnupftabaken von traditionell bis modern. Die bekannteste Marke ist Wilsons of Sharrow (Wilsons of Sharrow Best SP, Wilsons of Sharrow Irish Toast No. 21, Wilsons of Sharrow Irish High Toast No. 22), der frühere Unternehmensname (Firma).
Wilsons & Co (Sharrow) produziert auch die Marke des ehemals selbständigen Unternehmens „Fribourg & Treyer“, das auch zur Wilsons Gruppe gehört. Das bekannte Unternehmen McChrystal's aus Leicester bezieht alle Halbfertigwaren von Wilsons und aromatisiert die Schnupftabake nur noch.